# Chiarano
Chiarano ist eine nordostitalienische Gemeinde (comune) mit 3629 Einwohnern (Stand 31. Dezember 2023) in der Provinz Treviso in Venetien. Die Gemeinde liegt etwa 27 Kilometer ostnordöstlich von Treviso am Piavon.
Bei Chiarano befand sich ein NATO-Sondermunitionslager (Site Aldebaran).